# Алгинський сільський округ (Шуський район)
Алги́нський сільський округ (каз. Алға ауылдық округі, рос. Алгинский сельский округ) — адміністративна одиниця у складі Шуського району Жамбильської області Казахстану. Адміністративний центр — село Алга.
Населення — 3379 осіб (2021; 928 у 2009, 3235 у 1999, 3521 у 1989).
Станом на 1989 рік існували Алгинська сільська рада (села Алга, Жанатурмис, Караколь) та Жайсанська сільська рада (села Жайсан, Тасоткель, селища Аспора, Кумозек), з 1993 року — окремо Алгинський сільський округ, Жайсанська сільська адміністрація та Тасоткельський сільський округ. 1997 року Алгинський сільський округ та Жайсанська сільська адміністрація були передані до складу Шуської міської адміністрації, однак 2001 року Алгинський сільський округ разом із селом Жайсан був відновлений. 2020 року територія площею 5,88 км² була передана до складу міста Шу, а зі складу міста до складу округу була передана територія площею 0,12 км².

## Склад
До складу округу входять такі населені пункти:
| Населений пункт  | Старі назви | Населення, осіб (1989) | Населення, осіб (1999) | Населення, осіб (2009) | Населення, осіб (2021) |
| ---------------- | ----------- | ---------------------- | ---------------------- | ---------------------- | ---------------------- |
| Алга, село       | -           | 2201                   | 2042                   | 296                    | 2247                   |
| --Караколь, село | -           | 153                    | -                      | -                      | 1                      |
| Жайсан, село     | -           | 602                    | 560                    | 340                    | 566                    |
| Сауитбек, село   | Жанатурмис  | 565                    | 633                    | 292                    | 565                    |